# (2109) Dhotel
(2109) Dhotel – planetoida z grupy pasa głównego asteroid okrążająca Słońce w ciągu 4 lat i 156 dni w średniej odległości 2,69 au. Została odkryta 13 października 1950 roku w Observatoire Royal de Belgique w Uccle przez Sylvaina Arenda. Nazwa planetoidy pochodzi od André Dhotela (1900–1991), francuskiego pisarza. Przed nadaniem nazwy planetoida nosiła oznaczenie tymczasowe (2109) 1950 TH2.